# Timothy Morovick
Timothy Morovick (Hemet, 1º maggio 1992) è un giocatore di football americano statunitense, che gioca come quarterback nei Rotterdam Trojans.
Dopo aver giocato a football americano per quattro differenti squadre di college si trasferisce alla squadra tedesca di terzo livello degli Albershausen Crusaders, che aiuta a salire in GFL2; l'anno successivo passa ai polacchi Panthers Wrocław, coi quali vince il campionato nazionale 2017 e perde la finale di LFA l'anno successivo. Si trasferisce quindi ai danesi Aarhus Tigers, ma la sua stagione è interrotta da un infortunio. Per la stagione 2020 firma prima con i finlandesi Helsinki Wolverines e poi con i brasiliani Curitiba Brown Spiders, ma entrambi i campionati sono annullati a causa della pandemia di COVID-19; decide quindi di unirsi agli scedesi Stockholm Mean Machines, coi quali raggiunge e perde la finale nazionale. L'anno successivo rimane in Svezia, nei Carlstad Crusaders, squadra con cui la quale rinnova per la stagione 2022. Nell'autunno del 2021 firma però nuovamente con i Brown Spiders, disputando questa volta la stagione. Per il 2023 è ingaggiato dai finlandesi Wasa Royals, non prima di aver disputato e vinto la finale nazionale del campionato rumeno con i Bucharest Rebels.

## Palmarès

### Club
- Superfinał: 1

Panthers Wrocław: 2017
- RoBowl: 1

Bucharest Rebels: 2022
- Regionalliga Mitte: 1

Albershausen Crusaders: 2016